# Carnegiemedaljen
Carnegiemedaljen var en svensk utmärkelse som delades ut av Carnegiestiftelsen. En utmärkelse består numera (2021) av ett diplom, ett guldur med inskription och en penningsumma.
Medaljen och en summa pengar delades ut till den som "frivilligt eller eljest utöver vad plikten kan anses ha bjudit, genom fredlig bedrift vågat livet för att inom Sverige eller dess område rädda människors liv."  
Sedan 1912 har knappt 2400 personer belönats med carnegiebelöningen. 